# Lomaso
Lomaso és un antic municipi italià, dins de la província de Trento. L'any 2007 tenia 1.589 habitants. Limitava amb els municipis d'Arco, Bleggio Inferiore, Dorsino, Dro, Fiavè, San Lorenzo in Banale, Stenico i Tenno.
L'1 de gener 2010 es va fusionar amb el municipi de Bleggio Inferiore creant així el nou municipi de Comano Terme, del qual actualment és una frazione.

## Administració
| Període | Identitat     | Partit        |
| ------- | ------------- | ------------- |
| 2005-   | Guido Turrini | Llista cívica |